# My Happy Ending
My Happy Ending è il secondo singolo estratto dall'album Under My Skin di Avril Lavigne.
La canzone è stata eseguita dalla cantante canadese durante la cerimonia di chiusura dei XXI Giochi olimpici invernali, tenutisi proprio in Canada.
My Happy Ending è stato certificato disco di platino dalla RIAA nel gennaio 2005, rendendolo il secondo singolo dell'artista a raggiungere questo risultato dopo I'm with You.

## Video musicale
Il video inizia con la cantante, vestita di nero, che corre da sola senza fermarsi per una strada deserta verso una meta sconosciuta.
Intanto, una Avril vestita con un tutù rosso entra in un cinema deserto e in penombra, mentre un'altra Avril si siede ad un pianoforte e comincia a cantare. La cantante si siede poi su una delle poltrone e il videoproiettore dietro di lei proietta le scene col suo fidanzato. Alla ragazza, che prova un senso di nostalgia (intanto la Avril seduta al pianoforte muove le mani con rapidità meccanica), vengono mostrate i momenti col suo ragazzo come in un film, mentre la Avril ballerina apre di scatto le braccia.
La seconda strofa comincia con il ricordo dei due giovani su un letto. Il fidanzato di lei, dormendo, pronuncia il nome di un'altra ed Avril, risentita, dopo averlo svegliato bruscamente con dei colpi di cuscino, s'allontana. Il ragazzo tenta in ogni modo di riappacificarsi con lei, prima tentando di abbracciarla e poi in un locale, ma Avril, dopo averlo incontrato nuovamente in un supermercato, fugge dandogli uno spintone.
Si ritorna così alla scena iniziale, con uno stacco nero di pausa, con Avril che corre senza fermarsi per la strada deserta e dirigendosi verso un negozio di strumenti musicali dove il proprietario le presta una chitarra. Allora va in terrazza, dove c'è il suo ragazzo, e gli canta un addio con rabbia.
In una scena successiva vediamo il ragazzo flirtare in un locale con un'altra ragazza, ma Avril se ne va da lì con le amiche, dicendo loro d'essersi messa con un ragazzo che non la meritava. Nella scena finale, Avril guarda il suo ex fidanzato sorridere quasi di scherno e abbassa la testa prima d'andarsene.

## Nel cinema e nella televisione
My Happy Ending è stata frequentemente utilizzata in show popolarissimi.
I programmi in cui il singolo è sbarcato sono per la gran parte serie TV di grande popolarità per gli adolescenti: nella puntata Giochi di specchi del 6 ottobre 2004 della serie Smallville, nella scena in cui Lois si disputa l'opportunità di far scivolare Clark nella vasca d'acqua alla presenza di Jason, mentre tra di loro si instaura subito un interesse reciproco che fa ingelosire Chloe.
La sorella minore di Dean mette a tutto volume il brano nella sua camera nella puntata Il salvatore della città del 12 ottobre 2004 della serie Una mamma per amica, disorientando il fratello nell'altra stanza che cerca intimità con Rory e che urlerà alla sorella di abbassare il volume.

## Tracce
1. My Happy Ending – 4:02
2. My Happy Ending (versione acustica) – 4:02
3. Take Me Away (versione acustica) – 2:52
4. Take It – 2:51
5. My Happy Ending (video)

Versione australiana
1. My Happy Ending – 4:02
2. My Happy Ending (versione acustica) – 4:02
3. Take Me Away (versione acustica) – 2:52
4. Take It – 2:51

Prima versione britannica
1. My Happy Ending – 4:02
2. My Happy Ending (versione acustica) – 3:55
3. Take Me Away (versione acustica) – 2:52
4. My Happy Ending (video)

Seconda versione britannica/Versione francese
1. My Happy Ending – 4:02
2. Take It – 2:51

Versione giapponese
1. My Happy Ending – 4:02
2. My Happy Ending – 4:02
3. Don't Tell Me (versione acustica) – 3:26

## Classifiche
| Classifica (2004) | Posizione massima |
| ----------------- | ----------------- |
| Australia         | 6                 |
| Austria           | 8                 |
| Belgio (Fiandre)  | 30                |
| Canada            | 11                |
| Francia           | 39                |
| Germania          | 17                |
| Giappone          | 17                |
| Grecia            | 12                |
| Irlanda           | 7                 |
| Italia            | 7                 |
| Norvegia          | 6                 |
| Paesi Bassi       | 13                |
| Regno Unito       | 5                 |
| Russia            | 57                |
| Svezia            | 11                |
| Svizzera          | 23                |
| Stati Uniti       | 9                 |